# 同煤集团总医院
40°4′N 113°17′E / 40.067°N 113.283°E
同煤总医院位于山西省大同市西南部的矿区纬七路上，紧邻矿区实验中学和实验小学，交通便利。是大同市矿务局同煤集团地区的最大医院以及康复中心。同时也被定为国家矿山救护大同分中心和山西省全国工伤康复定点医院。属于经过医卫界权威部门审核的三级甲等医院。服务范围包括矿区、恒安新区、新区在内的较大范围。
同煤总医院共设有36个主要科室，被称为临床科室和医技科室。